# Saison 2 de Stargate Atlantis
Chronologie
Saison 1 Saison 3
Cet article présente le guide des épisodes de la deuxième saison de la série télévisée Stargate Atlantis, qui se déroule parallèlement à l'action de la Saison 9 de Stargate SG-1.

## Distribution

### Casting principal
- Joe Flanigan (VF : Pierre Tessier) : Major puis Lieutenant-Colonel John Sheppard
- Torri Higginson (VF : Ariane Deviègue) : Dr Elizabeth Weir
- Rachel Luttrell (VF : Gaëlle Savary) : Teyla Emmagan
- David Hewlett (VF : Jérôme Rebbot) : Dr Meredith Rodney McKay
- Paul McGillion (VF : Guillaume Lebon) : Dr Carson Beckett
- Jason Momoa (VF : Pascal Casanova) : Ronon Dex

### Invités et Personnages secondaires
- Mitch Pileggi : Colonel Steven Caldwell (épisodes 1, 2, 3, 6, 8, 9, 10, 11, 13, 16, 19 et 20)
- Kavan Smith : Major Evan Lorne (épisodes 3, 4, 5, 8, 10, 11, 16 et 17)
- Beau Bridge : Major-Général Hank Landry (épisodes 2 et 13)
- Amanda Tapping : Lieutenant-Colonel Samantha Carter (épisode 14)
- Rainbow Sun Francks : Lieutenant Aiden Ford (épisodes 1, 3, 10 et 11)
- Clayton Landey : Colonel Dillon Everett (épisode 1)
- Jewel Staite : Ellia (épisode 7)
- Jaime Ray Newman : Lieutenant Laura Cadman (épisodes 4 et 13)
- Gary Jones : Sergent Walter Harriman (épisode 13)
- Bill Dow : Dr Bill Lee (épisode 13)
- Peter Flemming : Agent Malcolm Barrett (épisode 13)
- Ellie Harvie : Dr Lindsey Novak (épisodes 1 et 13)

## Épisodes

### Épisode 1:Sous le feu de l'ennemi (3/3)
- États-Unis : 15 juillet 2005

- Chuck Campbell (Sergent Chuck)
- James Lafazanos (Commandant Wraith)
- David Nykl (Dr Radek Zelenka)
- Mitch Pileggi (Colonel Steven Caldwell)
- Clayton Landey (Colonel Dillon Everett)
- Ellie Harvie (Dr Lindsey Novak)
- Rainbow Sun Francks (Lieutenant Aiden Ford)
- Trevor Devall (Hermiod)

### Épisode 2:I.A.
- États-Unis : 22 juillet 2005

- David Nykl (Dr Radek Zelenka)
- Mitch Pileggi (Colonel Steven Caldwell)
- Lucia Walters (Lara Ford)
- Michael Boisvert (Lieutenant Mark Stuart)
- Kimani Ray Smith (Dr Lindstrom)
- Beau Bridges (Major-Général Hank Landry)
- Garwin Sanford (Simon Wallace)
- Gerry Durand (Capitaine Frank Levine)
- Trevor Devall (Hermiod) (voix)

- Le Major John Sheppard est promu Lieutenant-Colonel
- Le Dr McKay fait un parallèle avec l'épisode 20 de la quatrième saison de Stargate SG-1 quand le virus se cache dans un port externe pour échapper à un effacement et revenir à l'attaque.

### Épisode 3:Chasse à l'homme
- États-Unis : 29 juillet 2005

- James Lafazanos (Commandant Wraith)
- Kavan Smith (Major Evan Lorne)
- Mitch Pileggi (Colonel Steven Caldwell)
- Dan Payne (Lieutenant Reed)
- Jonathon Young (Dr Parrish)
- Rainbow Sun Francks (Lieutenant Aiden Ford)

- Sheppard et Beckett font une référence au Péplum Androclès et le Lion

### Épisode 4:À corps perdu
- États-Unis : 5 août 2005

- Kavan Smith (Major Evan Lorne)
- David Nykl (Dr Radek Zelenka)
- Claire Rankin (Dr Kate Heightmeyer)
- Brenda James (Dr Katie Brown)
- Jaime Ray Newman (Lieutenant Laura Cadman)

### Épisode 5:Les Condamnés
- États-Unis : 12 août 2005

- Kavan Smith (Major Evan Lorne)
- James Lafazanos (Commandant Wraith)
- Chuck Campbell (Sergent Chuck)
- Alan C. Peterson (Le Magistrat)
- Christian Bocher (Torrell)
- Darcy Belsher (Eldon)

### Épisode 6:L'Expérience interdite
- États-Unis : 19 août 2005

- Mitch Pileggi (Colonel Steven Caldwell)
- David Nykl (Dr Radek Zelenka)
- Chuck Campbell (Sergent Chuck)
- Christopher Gauthier (Mattas)
- Barry Greene (Hendon)
- Terry Howson (Kell)
- Mark Pawson (Collins)

### Épisode 7:Instinct (1/2)
- États-Unis : 26 août 2005

- Nico McEown (Jeune garçon)
- Tom Bates (Callup)
- Jewel Staite (Ellia)
- John Innes (Dr Zaddik)

### Épisode 8:Mutation (2/2)
- États-Unis : 9 septembre 2005

- Kavan Smith (Major Evan Lorne)
- Mitch Pileggi (Colonel Steven Caldwell)
- Andy Nez (Hopkins)
- Lindsay Collins (Dr Biro)
- Matthew Harrison (Dr Stud)

### Épisode 9:L'Aurore
- États-Unis : 23 septembre 2005

- David Nykl (Dr Radek Zelenka)
- Mitch Pileggi (Colonel Steven Caldwell)
- Anne Openshaw (Capitaine Megan Cooper)
- Ryan W. Smith (Membre d'équipage de l'Aurore)
- James Lafazanos (Commandant Wraith)
- Pascale Hutton (Commandant en second de l'Aurore)
- Bruce Dawson (Capitaine de l'Aurore)
- Graham Kosakoski (Garde de l'Aurore)

### Épisode 10:L'union fait la force (1/2)
- États-Unis : 23 septembre 2005

- David Nykl (Dr Radek Zelenka)
- James Lafazanos (Commandant Wraith)
- Mitch Pileggi (Colonel Steven Caldwell)
- Rainbow Sun Francks (Lieutenant Aiden Ford)
- Aaron Abrams (Kanayo)
- Kavan Smith (Major Evan Lorne)
- Andee Frizzell (Reine Wraith)
- Woody Jeffreys (Garde #1)
- Aleks Holtz (Garde #2)

### Épisode 11:L'union fait la force (2/2)
- Canada : 21 novembre 2005 sur The Movie Network
- États-Unis : 6 janvier 2006

- David Nykl (Dr Radek Zelenka)
- James Lafazanos (Commandant Wraith)
- Mitch Pileggi (Colonel Steven Caldwell)
- Rainbow Sun Francks (Lieutenant Aiden Ford)
- Aaron Abrams (Kanayo)
- Kavan Smith (Major Evan Lorne)
- Andee Frizzell (Reine Wraith)
- Woody Jeffreys (Garde #1)
- Aleks Holtz (Garde #2)
- Chuck Campbell (Sergent Chuck)
- Jenn Bird (Neera)

### Épisode 12:Tempus fugit
- Royaume-Uni : 28 novembre 2005 sur The Movie Network
- États-Unis : 13 janvier 2006

- Glenn Ellis (Monstre Bleu)
- David McNally (Avrid)
- Scott Miller (Pilote)
- Chad Morgan (Teer)
- Nicole Munoz (Hedda)

- En disant "Je n'ai même pas un ballon à qui parler", John Sheppard fait référence au film Seul au monde.

### Épisode 13:Masse critique
- États-Unis : 5 décembre 2005

- David Nykl (Dr Radek Zelenka)
- Mitch Pileggi (Colonel Steven Caldwell)
- Beau Bridges (Major-Général Hank Landry)
- Chuck Campbell (Sergent Chuck)
- Ben Cotton (Dr Peter Kavanagh)
- Jaime Ray Newman (Lieutenant Laura Cadman)
- Ellie Harvie (Dr Lindsey Novak)
- Gary Jones (Sergent Walter Harriman)
- Peter Flemming (Agent Malcolm Barrett)
- Trevor Devall (Hermiod) (Voix)
- Brenda McDonald (Charin)
- Bill Dow (Dr Bill Lee)

- Dans cet épisode, le Dr Lee fait référence à deux films: Les 101 Dalmatiens de Disney, et Le Retour du roi de la saga Le Seigneur des anneaux.

### Épisode 14:L'Ivresse des profondeurs
- États-Unis : 12 décembre 2005

- David Nykl (Dr Radek Zelenka)
- Amanda Tapping (Lieutenant-Colonel Samantha Carter)
- Nimet Kanji (Dr Bryce)
- Peter Abrams (Dr Donaldson)
- William McDonald (Capitaine Hugh Griffin)

- Dans l'épisode 3 de la saison 10 (Chassé-Croisé) de Stargate SG1, McKay remercie la Colonel Carter de l'avoir aidé (même s'il sait que ce n'était pas vraiment elle).

### Épisode 15:La Tour
- États-Unis : 19 décembre 2005

- Mark Gibbon (Inspecteur)
- Richard Kahan (Baldric)
- Anna Cummer (Petra)
- Jay Brazeau (Seigneur Protecteur)
- Chelan Simmons (Mara)
- Brendan Beiser (Tavius)
- David Bloom (Eldred)
- Peter Woodward (Otho)

### Épisode 16:Possédés
- États-Unis : 2 janvier 2006

- Chuck Campbell (Sergent Chuck)
- Mitch Pileggi (Colonel Steven Caldwell)
- Kavan Smith (Major Evan Lorne)
- Gerry Durand (Capitaine Frank Levine)

### Épisode 17:Coup d’État
- États-Unis : 9 janvier 2006

- Kavan Smith (Major Evan Lorne)
- Colm Meaney (Commandant Cowen)
- Ryan Robbins (Ladon Radim)
- Sonja Bennett (Dahlia Radim)
- Penelope Corrin (Dr Lindsey)
- Chuck Campbell (Sergent Chuck)

### Épisode 18:Traitement de choc
- États-Unis : 16 janvier 2006

- Connor Trinneer (Lieutenant Michael Kenmore)
- Doug Chapman (en) (Sergent Cole)
- James Lafazanos (Commandant Wraith)
- Claire Rankin (Dr Kate Heightmeyer)

### Épisode 19:Inferno
- États-Unis : 23 janvier 2006

- David Nykl (Dr Radek Zelenka)
- Mitch Pileggi (Colonel Caldwell)
- Brandy Ledford (Dr Norina Pero)
- Patrick Gallagher (Vonos)
- Kevin McNulty (Chancelier Lycus)
- Chuck Campbell (en) (Sergent Chuck)

### Épisode 20:Les Alliés (1/3)
- États-Unis : 30 janvier 2006

- Mitch Pileggi (Colonel Caldwell)
- Chuck Campbell (Sergent Chuck)
- Andee Frizzell (Reine Wraith)
- David Nykl (Dr Radek Zelenka)
- Connor Trinneer (Michael Kenmore) (Voix)
- Brent Stait (Michael Kenmore)
- James Lafazanos (Commandant Wraith)
- Kirby Morrow (Capitaine Dave Kleinman)